# Баймагамбетов, Султан Кабиевич
Султан Кабиевич Баймагамбетов — архитектор, профессор, член-корреспондент Международной академии архитектуры, член-корреспондент Инженерной академии Республики Казахстан и Международной инженерной академии, заслуженный деятель РК в области архитектуры, лауреат Международной премии им. Жамбыла, член Союза архитекторов Казахстана. Награждён орденом «Құрмет».

## Биография
Родился в 1943 году, в Макате, поселке городского типа Атырауской области.
В 1972 году закончил архитектурный факультет Казахского политехнического института имени В. И. Ленина. В том же году приступил к работе архитектора в Государственном проектном институте (ГПИ) «Алматыгипрогор». Затем стал старшим архитектором, главным архитектором проектов, руководителем архитектурно-планировочной мастерской № 1, руководителем архитектурно-конструкторской мастерской № 2.
В январе 1988 года был назначен директором ГПИ «Алматыгипрогор».
С февраля 1993 — председатель комитета по архитектуре и строительству, председатель департамента архитектуры и градостроительства, начальник управления строительства, архитектуры и застройки территорий, начальник департамента архитектуры и градостроительства — главный архитектор, директор департамента архитектуры, градостроительства и строительства города Алматы. Управлял авторским проектом по созданию генерального плана южной столицы до 2020 г. с прогнозом до 2030-го.
Он являлся автором ряда значимых зданий и памятников мегаполиса. Так, в списке его творений числятся Центральная мечеть, Резиденция Президента РК (с 2000 года присвоен статус памятника архитектуры республиканского значения), полифункциональный комплекс «Нурлы Тау», парк Первого Президента, памятники Жамбылу и Абылай хану. По эскизам Баймагамбетова застраивались микрорайоны «Аксай», «Айнабулак» и «Орбита».
Член Союза архитекторов СССР и Республики Казахстан с 1976 года. Являлся членом Государственной комиссии СССР по проверке качества проектирования и строительства зданий массовых серий в северных районах Армянской ССР после землетрясения в декабре 1988 года, имеет благодарность Союза архитекторов Армении за ускоренный выпуск и качество проектно-сметной документации жилых домов, являлся депутатом Алма-Атинского Городского Совета XXI созыва, председателем постоянной комиссии по экономике, членом президиума Городского Совета.

## Звания и награды
- Заслуженный деятель Республики Казахстан в области архитектуры;
- Лауреат Международной премии им. Жамбыла;
- профессор, действительный член (академик) Международной академии архитектуры (МААМ);
- член-корреспондент Международной инженерной академии. Орден «Құрмет»,
- Медаль «Астана», Лауреат Международного архитектурного Бомонда 2001 г., г. Астана — Гран-при «Алтын-Шырак»,
- Лауреат Международного архитектурного фестиваля «Зодчество — 2001», г. Москва.
- Почетный Диплом Союза архитекторов России;
- Диплом Международной Академии архитектуры (МААМ),
- Диплом Международной Ассоциации Союзов Архитекторов Первой степени.

## Труды
Автор монографии «Алматы. Архитектура и градостроительство» (1998, 2000), книги «Воспоминания о М. М. Мендыкулове».

## Семья и личная жизнь
Жена — Баймагамбетова Гульмаржан Жазыковна (1947 г.р.),
Сын — Баймагамбетов Зинелгабден Султанович (1972 г.р.)